# Ивана Катанић
Ивана Катанић (Смедеревска Паланка, 16. април 1999) српска је кошаркашица, која игра за репрезентацију Србије.

## Каријера
Рођена је у Смедеревској Паланци. Игра на позицији плејмејкера. У Србији је наступала за београдску Црвену звезду. Била је чланица Црвене звезде од 2014. године, у којој је поред освојених трофеја у првенству и националном купу, била капитен екипе. Играла је за белгијски Мехелен од 2021. године. У јуну 2022. потписала је уговор за мађарски Печуј.
Чланица је сениорске репрезентације Србије. Уврштена је у састав репрезентације Србије за Светско првенство 2022. године у Аустралији.

## Остало
Иванина сестра Александра такође се бави кошарком.